# Boomblauwtje
Het boomblauwtje (Celastrina argiolus) of vuilboomblauwtje is een vlinder uit de familie Lycaenidae (kleine pages, vuurvlinders en blauwtjes). 
De soortaanduiding argiolus is een verkleinwoord van argus en verwijst ernaar dat de soort kleiner is dan het heideblauwtje (Plebejus argus).

## Kenmerken
De voorvleugellengte van de vlinder bedraagt tussen de 13 en 16 millimeter.
De vleugels van mannetjes zijn aan de bovenzijde vrijwel geheel fel lichtblauw met een smalle zwarte rand, terwijl de vrouwtjes een brede zwarte band langs de voorvleugels hebben. De franje is wit, bij de voorvleugel zijn er enkele zwarte onderbrekingen. De vlinder is met name goed te herkennen aan de zilverwitte tot lichtblauwe onderzijde van de vleugel waarop zwarte stippen te zien zijn. Verder vliegt deze vlinder niet of nauwelijks dicht bij de grond (beneden 50 cm hoogte), dit in tegenstelling tot vele andere blauwtjes.
Het eitje is klein een afgeplat wittig bolletje en heeft een honingraatstructuur. Eitjes zijn bijzonder lastig te vinden.
De rups is geelachtig groen, met een variabele rode tekening, al dan niet met rozewit, langs de rand en als rugstreep. Deze tekening ontbreekt echter vaak. Het lichaam is bedekt met korte witte haartjes. De kop is zwartbruin. De rups wordt 14 tot 17 mm lang.

## Levenscyclus
De waardplanten van de vlinder zijn diverse struiken, onder andere klimop, hulst, vlinderstruik, struikhei, sporkehout, kornoelje, grote kattenstaart, wegedoorn en kardinaalsmuts. De eitjes worden afzonderlijk afgezet hoog in de waardplant, aan de basis van bloemknoppen of bij jonge vruchten. Er is een voorkeur voor grotere planten die in de zon staan. Het vrouwtje zet soms ook eitjes af op planten die ongeschikt zijn. De rups overleeft niet op sneeuwbes en op bijvoorbeeld blauweregen kan hij niet volgroeid raken, omdat de bloemen te snel afvallen en geen vrucht vormen. In verschillende generaties worden verschillende waardplanten gebruikt. In het voorjaar worden vooral hulst en sporkehout gebruikt, in de zomer vooral klimop, grote kattenstaart, struikhei en vlinderstruik.
Na drie tot vijf dagen komt de rups uit het eitje. De rups eet aanvankelijk van de knoppen of de jonge vruchten, in de laatste stadia soms jong blad. De rups maakt een gaatje in de knop of de vrucht, en eet van het binnenste. De rups scheidt een zoete vloeistof af, waarvoor hij vaak wordt bezocht door diverse mieren. Deze mieren bieden bescherming tegen belagers. De rupsen worden vaak geparasiteerd, met name door de sluipwesp Listrodomus nycthemerus, wat fluctuaties in het voorkomen oplevert.
Na twee tot vier weken verpopt de rups. De verpopping vindt plaats in de strooisellaag of in spleten en holtes in de schors of nabij de waardplant. De pop overwintert. Er zijn meldingen dat poppen bezocht zouden worden door mieren, of zelfs meegenomen zouden worden naar mierennesten. Exemplaren die niet overwinteren blijven elf tot twintig dagen in het popstadium. De imago leeft vervolgens negen tot achttien dagen.
Het boomblauwtje vliegt in Nederland en België in twee generaties per jaar. De eerste generatie vliegt van april tot juni en de tweede generatie in juli, augustus en begin september. Soms is er een derde generatie die vliegt van eind augustus tot halverwege oktober. 

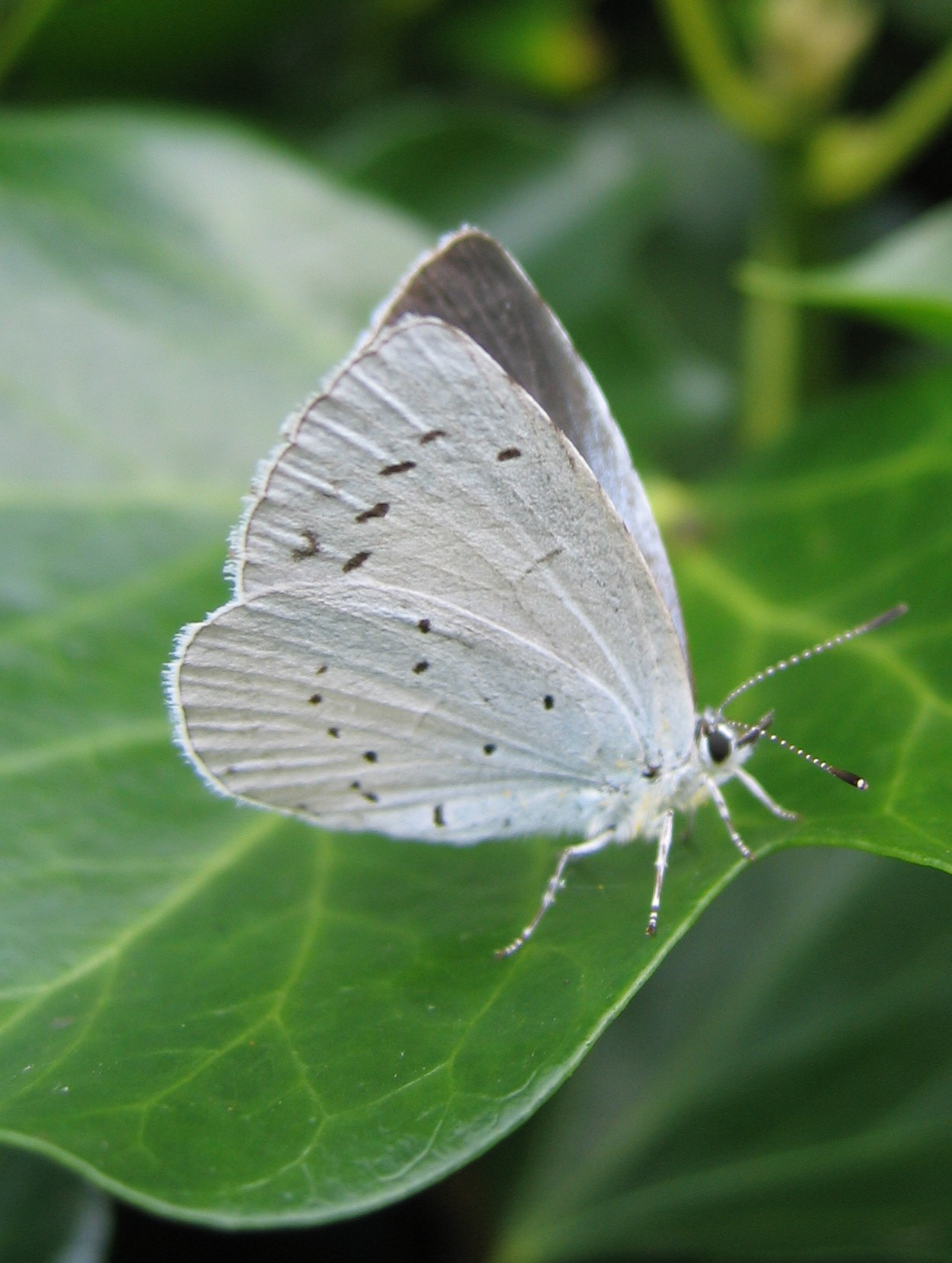
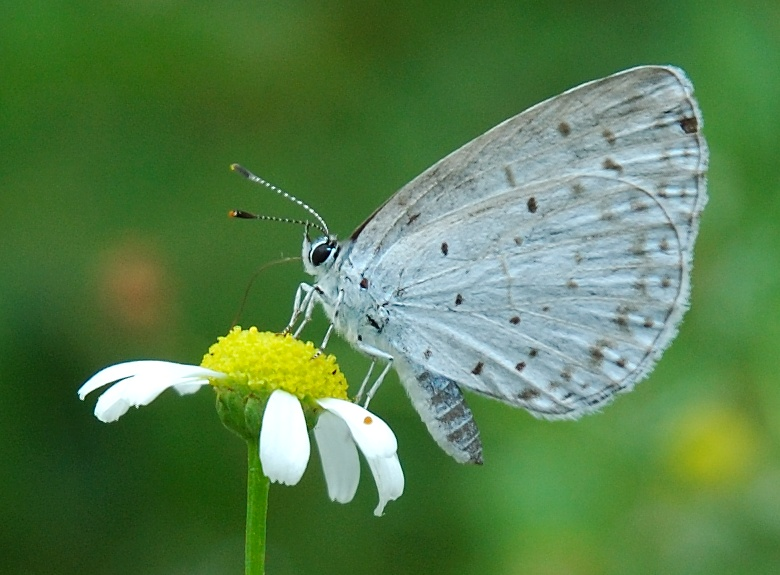
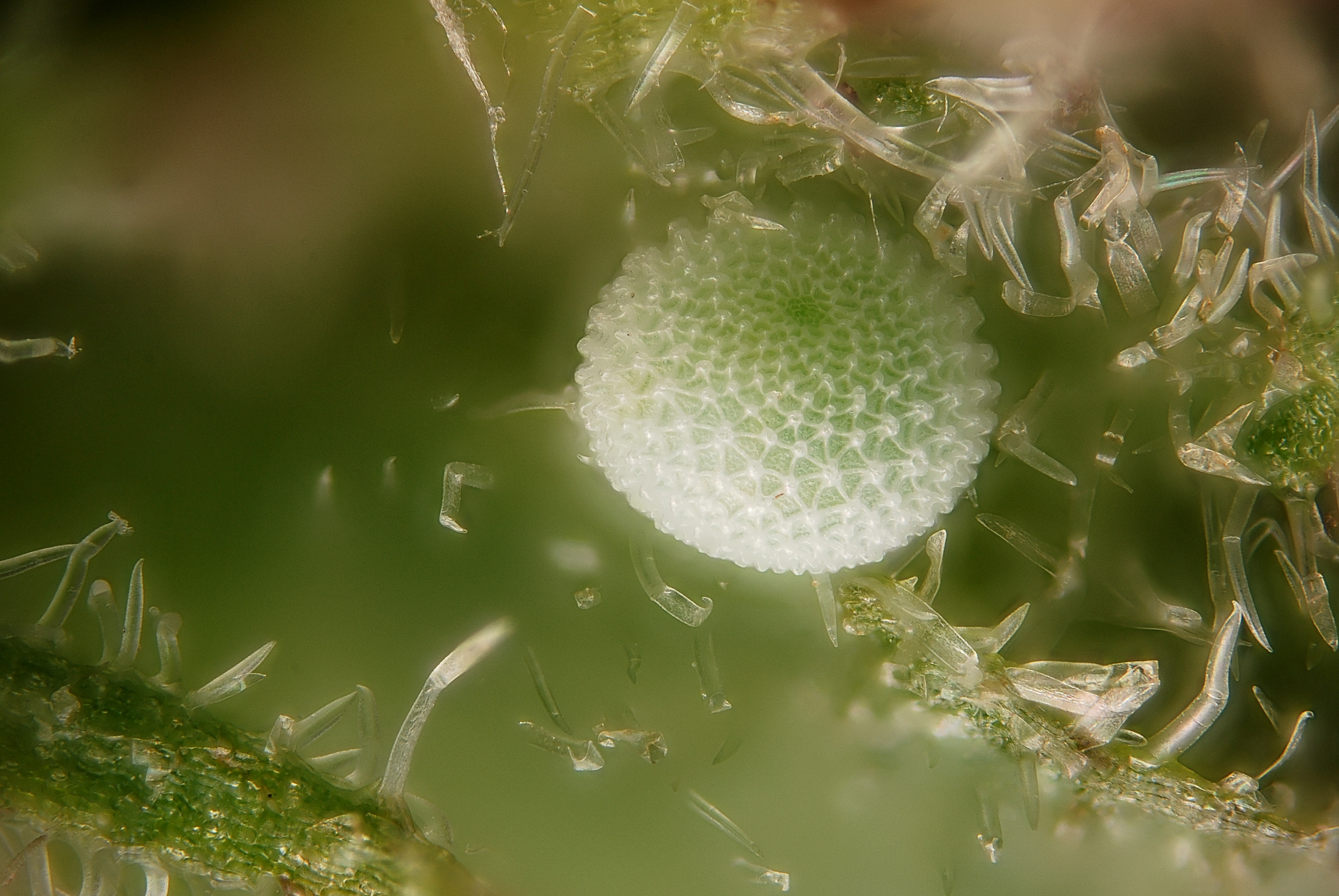
Ei
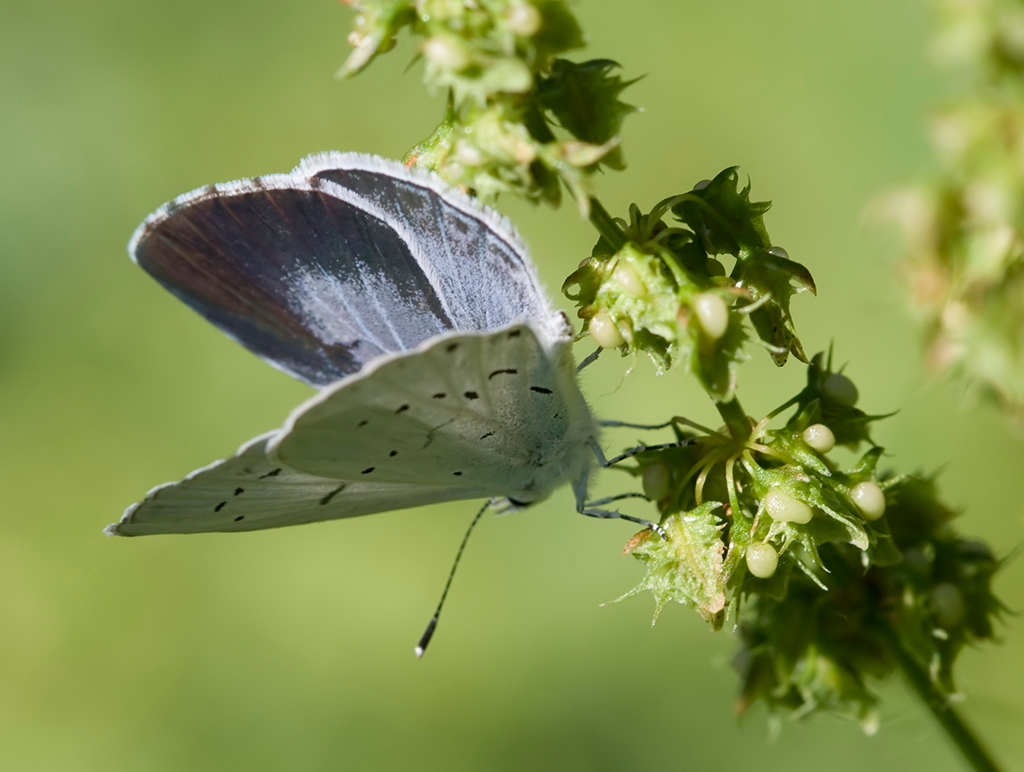

## Voorkomen
Het boomblauwtje leeft in een verscheidenheid aan biotopen met bomen en struiken.
De soort komt algemeen voor in Nederland en België en is in Europa niet bedreigd. De soort komt verspreid over het Nearctisch, Palearctisch en het Oriëntaals gebied voor. De soort is te vinden op hoogtes tot 1900 meter boven zeeniveau. 
In Nederland en België is de soort zeer algemeen en wijdverbreid. In open gebieden op kleigrond is de soort iets minder aanwezig.

## Synoniemen
- Papilio cleobis Sulzer, 1776
- Papilio argyphontes Bergsträsser, 1779
- Papilio argalus Bergsträsser, 1779
- Papilio thersanon Bergsträsser, 1779
- Papilio marginatus Retzius, 1783
- Papilio acis Fabricius, 1787
- Cyaniris substusradiata Blachier, 1909
- Cyaniris microdes Cabeau, 1925
- Lycaenopsis anteatrata Mezger, 1934
- Cyaniris expansa Pionneau, 1937

## Ondersoorten
- Celastrina argiolus argiolus

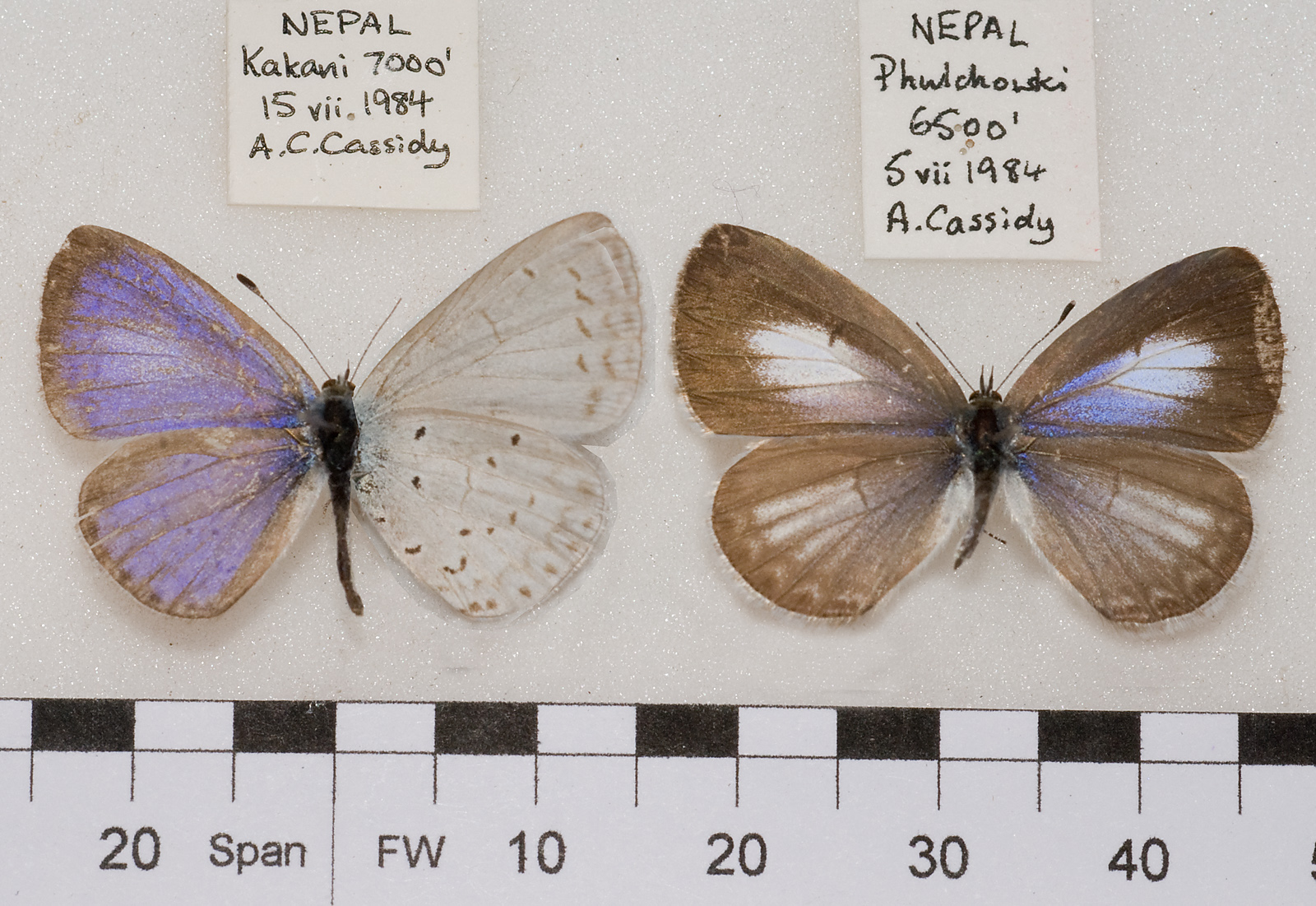
ssp. iynteana

- Celastrina argiolus bieneri Forster, 1941
- Celastrina argiolus caphis Fruhstorfer, 1922
- Celastrina argiolus cinerea Edwards, 1883
- Celastrina argiolus echo Edwards, 1864
- Celastrina argiolus gozora Boisduval, 1870
- Celastrina argiolus hypoleuca Kollar, 1849
- Celastrina argiolus iynteana (De Nicéville, 1884)
- Celastrina argiolus kollari (Westwood, 1852)
- Celastrina argiolus ladon (Cramer, 1780)
- Celastrina argiolus ladonides (De l'Orza, 1869)
- Celastrina argiolus lucia (Kirby, 1837)
- Celastrina argiolus mauretanica (Rothschild, 1925)
- Celastrina argiolus sikkima (Moore, 1884)
- Celastrina argiolus sugurui Eliot & Kawazoé, 1983